# Carlos Jordán de Urriés y Pérez Salanova
Carlos Jordán de Urriés y Pérez Salanova (Huesca, 1340/1350 – Roma, 8 ottobre 1420) è stato uno pseudocardinale spagnolo, creato dall'antipapa Benedetto XIII, poi confermato da papa Martino V.

## Biografia
Nacque a Huesca tra il 1340 ed il 1350.
L'antipapa Benedetto XIII lo elevò al rango di (pseudo) cardinale nel concistoro del 22 settembre 1408. In seguito, abbandonò l'obbedienza avignonese e venne perdonato da papa Martino V, che lo confermò nel suo titolo il 1º agosto 1418. 
Morì l'8 ottobre 1420 a Roma.